# Bakov nad Jizerou (nádraží)
Bakov nad Jizerou je železniční stanice ve vzdálenosti asi jednoho kilometru jihozápadně od stejnojmenného města v okrese Mladá Boleslav ve Středočeském kraji poblíž řeky Jizery. Leží na neelektrizovaných tratích Praha–Turnov, Bakov nad Jizerou – Jedlová a Jizerou – Kopidlno. Druhou stanicí ve městě je železniční zastávka Bakov nad Jizerou město na trati 070, umístěná výrazně blíže centru.

## Historie
První stanice byla vystavěna severněji, přibližně 500 metrů od pozdější zastávky Bakov nad Jizerou město ve směru na Mnichovo Hradiště, dle typizovaného předpisu společnosti Turnovsko-kralupsko-pražská dráha (TKPE) ze směru z Kralupy nad Vltavou do Turnova, pravidelný provoz zde byl zahájen 15. října 1865. O dva roky později byla do Bakova zaústěna trať společnosti Česká severní dráha (BNB) vedoucí do České Lípy, která zde vybudovala nové, větší nádraží, též dle typizovaných stavebních plánu s větveným kolejištěm a lokomotivní točnou. Provoz zde byl zahájen 14. listopadu 1867, roku 1869 byla trať prodloužena z České Lípy až do Rumburku. Stavbu trati a železničních budov prováděla firma Vojtěcha Lanny.
TKPE dále 23. října 1871 otevřela železniční trať do Čakovic u Prahy, odkud mohly vlaky následujícího roku pokračovat až do Prahy. 1. července 1882 pak projekt společnosti České obchodní dráhy spojil bakovskou stanici s již postavenou železnicí v Libáni, dále vedoucí do Kopidlna, stanici na spojnici Nymburka a Jičína. Roku 1882 se TKPE spojila s Českou severní drahou (BNB). BNB byla zestátněna roku 1908, poté stanici obsluhovaly Císařsko-královské státní dráhy (kkStB), po roce 1918 pak správu přebraly Československé státní dráhy.

## Popis
Nachází se zde pět nástupišť s pěti hranami, příchod k vlakům probíhá přes kolejové přechody.

## Výpravní budova
Výpravní budovu podle normálie společnosti TKPE projektoval inženýr František Lát jako přízemní s trojosým ryzalitem s trojúhelníkovým štítem s obdélným oknem a jednoosými křídly se sedlovou střechou. Stanice stála v km 83,8. V roce 1867 byla změněna na osobní zastávku Bakov starý a po dvou letech byla zrušena a přestavěna na soukromý obytný dům, později na patrový rodinný domek.
Novou výpravní budovu postavila Česká severní dráha v roce 1867 v km 82,065 na trati Praha – Turnov jako typizovanou dvoupodlažní výpravní budovu s prvky romantické architektury podle plánu inženýra Josefa Pavlovského. Jednalo se o dvoupodlažní budovu se dvěma krajními dvouosými rizality se sedlovou střechou. Středová část měla sedm okenních os. Okna byla obdélná se segmentovým záklenkem a sedlovou nadokenní římsou. V padesátých letech 20. století byla na turnovské straně postavena boční přístavba a později byla budova zvýšena o podkrovní byty.